# II-44
De II-44 is een nationale weg van de tweede klasse in Bulgarije. De weg loopt van Sevlievo naar Gabrovo. De II-44 is 30 kilometer lang.